# Janet Mbugua
Janet Mbugua - Ndichu (née le 10 janvier 1984) est une présentatrice de journal télévisé et une actrice kényane.

## Jeunesse et formation
Janet Mbugua nait en janvier 1984 et grandit à Mombasa, au Kenya. Elle a un frère jumeau, Timothy Mbugua. Janet Mbugua fait ses études à la Brookhouse School puis elle rejoint l'USIU Africa (United States International University Africa). Après avoir travaillé pendant un certain temps, elle rejoint la Limkokwing University of Creative Technology, en Malaisie pour une formation en communication. Elle fait un MBA en management à la Swiss Management Academy de Nairobi, au Kenya.

## Carrière
En 2004, à l'âge de 19 ans, Janet Mbugua commence sa carrière à 98.4 Capital FM. En 2009, elle est embauchée comme présentatrice du journal télévisé, journaliste et productrice de l'émission panafricaine d'actualité, Afrique 360, par e.tv à Johannesbourg, en Afrique du Sud. Elle est, jusqu'à récemment, présentatrice télé à Citizen TV notamment des émissions Lundi Spécial et La Grande Question.
En 2014, elle joue le rôle principal dans la sitcom, Rush, : Pendo Adama, la propriétaire et rédactrice en chef de Rush Magazine.

## Engagement
Elle est la fondatrice et directrice de Media Avenue Limited, où les personnes peuvent se former à la prise de parole en public, à la  modération et la présentation télévisée. Elle a également favorisé l'autonomie des jeunes femmes avec la campagne Inua Dada qui est soutenue par la première dame du Kenya, Margaret Kenyatta.

## Vie personnelle
Janet Mbugua est mariée à Edward Ndichu. De leur union nait leur fils, Ethan Huru Ndichu, en octobre 2015.

## Filmographie
- Rush  –  Pendo Adama